# Alessandro Safina
Alessandro Safina (Siena, 14 ottobre 1963) è un tenore e cantante italiano di genere crossover classico (musica leggera e repertorio lirico).

## Biografia
Nel 1991 è Almaviva ne Il barbiere di Siviglia (Paisiello) con Lorenzo Regazzo al Teatro Bibiena di Mantova di cui esiste un video trasmesso da Rai 5 nel 2012 e nel 2016.
Per il Teatro Verdi (Trieste) esordisce nel 1994 come barone Franz Fourmier in La ballerina Fanny Elssler (Die Tänzerin Fanny Elßler) di Johann Strauss (figlio) con Sergio Tedesco e la regia di Gino Landi, nel 1995 è l'imperatore Francesco Giuseppe in Sissi di Fritz Kreisler con Aurora Banfi e Daniela Mazzucato, nel 1999 è Jim Kenyon in Rose Marie di Rudolf Friml e Herbert Stothart con Gennaro Cannavacciuolo, nel 2001 è il conte Danilo Danilowitsch ne La vedova allegra con Giorgio Casciarri e nel 2006 è il conte Tassilo Endrödi Wittenberg in Gräfin Mariza (La Contessa Mariza) di Emmerich Kálmán.
Nel 1997 è Orfeo in Orfeo all'inferno (Offenbach) con la Mazzucato e Cinzia Forte, Max Renee Cosotti e Armando Ariostini per la regia di Vito Molinari per il Teatro Massimo Vittorio Emanuele di Palermo.
Deve il suo successo mondiale grazie soprattutto al suo primo disco "Insieme a te" (1ª edizione nel 1999) in cui vi è la sua canzone più famosa "Luna" che arriva in seconda posizione nei Paesi Bassi, con questo disco ha venduto più di un milione di dischi in tutto il mondo, arrivando in prima posizione nei Paesi Bassi per tredici settimane.
Nel 2001 ha prestato la sua voce come tenore nel film Moulin Rouge!, duettando con Ewan McGregor nella canzone Your Song di Elton John, e nella parte finale dell'Elephant Love Medley cantato dal duo Ewan McGregor-Nicole Kidman.
Ha presenziato alla cerimonia di apertura dei mondiali di calcio del 2002 in Giappone e Corea del Sud. 
In Italia si è fatto conoscere nel 2002 grazie alla sua partecipazione al Festival di Sanremo con la canzone Del perduto amore.
Nel 2004 è buffone/principe Aprile ne La bella addormentata nel bosco al Teatro Rossini (Lugo), e canta due versioni del brano "Hamangyeon" per il drama coreano Dae Jang-geum.
Nel 2006 ha partecipato alla terza edizione di Music Farm.
Nel 2008 canta Sarai qui (There You'll Be) contenuta nell'album Symphony e Canto della terra in Symphony: Live in Vienna di Sarah Brightman.
Nel 2012 i Luca Turilli's Rhapsody hanno inserito nel loro album Ascending to Infinity una cover del brano "Luna".
Nel 2014 è il conte Danilo Danilowitch ne La vedova allegra al Teatro Municipale (Piacenza), al Teatro Regio di Torino con la Mazzuccato e Dario Giorgelè, al Teatro Sociale (Rovigo), al Teatro Verdi (Salerno) diretto da Daniel Oren con Fiorenza Cedolins e Gennaro Cannavacciuolo protagonista di Prima della Prima di Rai 3, al Palabassano di Bassano del Grappa con Ugo Maria Morosi e al Teatro Verdi (Padova).

## Discografia
- Insieme a te (1999) Universal Music
- Insieme a te (2001) Universal Music
- Junto a ti (2001) Universal Music
- Alessandro Safina (2001) Universal Music
- Alessandro Safina (2001) Mercury Records
- Insieme a te (2002) Sony BMG - Music For a Better World (nuova edizione con l'aggiunta di "Del Perduto Amore")
- Musica di te (2003) Sony BMG - seconda posizione nei Paesi Bassi
- Sognami (2007) Universal Music - Centaurus
- Dedicated (2014) Les Disques Mube Inc.